# Płochocin-Osiedle
Płochocin-Osiedle – część wsi Płochocin w Polsce, położona w województwie mazowieckim, w powiecie warszawskim zachodnim, w gminie Ożarów Mazowiecki.
W latach 1975–1998 miejscowość położona była w województwie warszawskim.